# Кокорница
Кокорница — деревня в составе Ильинского городского округа в Пермском крае.

## Географическое положение
Деревня расположена на расстоянии примерно 2 километра на запад-юго-запад от села Кыласово.

## Климат
Климат характеризуется как умеренно континентальный, с продолжительной холодной зимой и коротким летом. Средняя многолетняя температура самого холодного месяца (января) составляет −15,3—14,7 °С, температура самого тёплого (июля) 17,4—18,2 °С. Продолжительность холодного периода составляет 5 месяцев, теплого 7 месяцев, а смена их происходит в октябре — осенью, весной в первой половине апреля.

## История
Впервые упоминается в 1766 году. Деревня до 2020 года входила в состав Чёрмозского городского поселения Ильинского района. После упразднения обоих муниципальных образований входит в состав Ильинского городского округа.

## Население
Постоянное население составляло 21 человек в 2002 году (100 % русские), 17 человек в 2010 году.